# Gerhard Hermes
Gerhard Hermes SAC (* 10. März 1909 in Hollnich, Kreis Prüm; † 6. Februar 1988) war ein deutscher Pallottinerpater, Schriftleiter und Autor.

## Leben
Aufgewachsen in einem Eifeldorf als drittes von elf Kindern einer bäuerlichen Handwerkerfamilie, kam Hermes schon im Alter von 13 Jahren zu den Pallottinern. Er legte das Abitur in Koblenz ab und studierte danach in Limburg, Bonn, Berlin und Rom Theologie. Die Priesterweihe empfing er am 19. März 1934. 1940 zur Wehrmacht eingezogen, diente er als Truppensanitäter an der Ostfront. Er wurde ausgezeichnet mit dem Eisernen Kreuz erster Klasse.
1951 übernahm Hermes die Redaktion der Zeitschrift Rosenkranz. 1970 gründete Hermes „in Verbindung mit der Bewegung für Papst und Kirche“ die Zeitschrift Der Fels, die bald zum wichtigsten Sprachrohr der konservativen, an der kirchlichen Tradition und der überlieferten Liturgie orientierten deutschsprachigen Katholiken wurde. Zu seinen Mitstreitern gehörten auch der Mainzer Ordinarius für Kirchenrecht Georg May, der Bamberger Ordinarius Johannes Stöhr, der Hattersheimer Pfarrer Hans Milch und der katholische Philosoph Walter Hoeres.
Da Hermes in der Auseinandersetzung um den französischen Erzbischof Marcel Lefebvre diesen unterstützte und andererseits gegen die Würzburger Synode Stellung bezog, kam es zu Spannungen mit deutschen Bischöfen. Die Schriftleitung des Fels legte Hermes krankheitsbedingt 1986 nieder. Sein Nachfolger wurde Heinz Froitzheim.
Das Grab von Gerhard Hermes befindet sich auf dem Friedhof der Pallottiner in Limburg.

## Schriften
- Herrlichkeit der Gnade. 2. Aufl., Christiana-Verlag, Stein am Rhein 2009,  ISBN 978-3-7171-0842-9 (Originalausgabe 1984).
- Du kommst nach Hause. Erfahrungen einer Pilgerschaft. Stein am Rhein 1988, ISBN 3-7171-0914-6.